# Graphelmis valida
Graphelmis valida là một loài bọ cánh cứng trong họ Elmidae. Loài này được DeLong miêu tả khoa học năm 1970.